# Prof. dr. Omu vindecă de dragoste
Prof. dr. Omu vindecă de dragoste (sau Profesor doctor Omu vindecă de dragoste) este o piesă de teatru a autorului român Camil Petrescu publicată în anul 1946.  

## Personaje
- Omu
- Elena
- Andrei

## Vezi și
- Listă de piese de teatru românești